# فصل پایانی
فصل پایانی (به انگلیسی: The Final Season) فیلمی محصول سال ۲۰۰۷ و به کارگردانی دیوید میکی اونس است. در این فیلم بازیگرانی همچون شان آستین، پاورز بوث، تام آرنولد، ریچل لی کوک، مایکل آنگارانو، مارشال بل، دنیل سیوری، جیمز گامون، لری میلر و آنجلا پاتون ایفای نقش کرده‌اند.